# Ramsarkonventionen
Ramsarkonventionen, Konvention om våtmarker av internationell betydelse, i synnerhet såsom livsmiljö för våtmarksfåglar, är en internationell konvention för skydd av våtmarker som är värdefulla för fågellivet, som antogs 2 februari 1971. Namnet kommer från den iranska staden Ramsar. Konventionen nämns ibland som CW-listan (engelska: Convention on Wetlands).
Den 13 mars 2015 var 66 svenska områden upptagna på Ramsar-listan.